# 比堅
51°7′59″N 24°58′26″E / 51.13306°N 24.97389°E
比堅（烏克蘭語：Битень），是烏克蘭的村落，位於該國西部沃倫州，由科韋利區負責管轄，始建於1560年，面積0.001平方公里，海拔高度184米，2001年人口259，人口密度每平方公里259,000人。